# Miloš Bartoš
Miloš Bartoš (* 17. března 1958) je bývalý československý fotbalový brankář.

## Fotbalová kariéra
V československé lize hrál za Spartak Trnava. Nastoupil v 6 ligových utkáních. Ve druhé nejvyšší soutěži hrál za TJ ŽD Bohumín.

## Ligová bilance
| Ročník                                   | Zápasy | Góly | Klub           |
| ---------------------------------------- | ------ | ---- | -------------- |
| 1. československá fotbalová liga 1980/81 | 6      | 0    | Spartak Trnava |
| Česká národní fotbalová liga 1981/82     | 2      | 0    | TJ ŽD Bohumín  |
| Česká národní fotbalová liga 1982/83     | 3      | 0    | TJ ŽD Bohumín  |
| CELKEM                                   | 6      | 0    |                |